# Templemore
Templemore (iriska: An Teampall Mór) är en ort i republiken Irland.   Den ligger i grevskapet North Tipperary och provinsen Munster, i den centrala delen av landet, 120 km sydväst om huvudstaden Dublin. Templemore ligger 114 meter över havet och antalet invånare är 2 264.
Terrängen runt Templemore är platt åt sydost, men åt nordväst är den kuperad.Runt Templemore är det glesbefolkat, med 15 invånare per kvadratkilometer. Närmaste större samhälle är Thurles, 12,7 km söder om Templemore. Trakten runt Templemore består i huvudsak av gräsmarker.